# Hungarian International 2007
Die Hungarian International 2007 im Badminton fanden vom 1. November bis zum 4. November 2007 in Budapest statt. Es war die 32. Auflage dieser internationalen Meisterschaften von Ungarn. Das Preisgeld betrug 5.000 US-Dollar, was dem Turnier zum BWF-Level 4B verhalf. Der Referee war Ivanka Pokorni aus Kroatien.

## Austragungsort
- BME MAFC Gabányi László Sportshall, Hauszmann Alajos u. 10 (XI. Distrikt)

## Sieger und Platzierte
| Disziplin    | Gold                                 | Silber                                 | Bronze                          |
| ------------ | ------------------------------------ | -------------------------------------- | ------------------------------- |
| Herreneinzel | Jan Ø. Jørgensen                     | Ville Lång                             | Henri Hurskainen                |
| Herreneinzel | Jan Ø. Jørgensen                     | Ville Lång                             | Christian Lind Thomsen          |
| Dameneinzel  | Ragna Ingólfsdóttir                  | Jeanine Cicognini                      | Martina Benešová                |
| Dameneinzel  | Ragna Ingólfsdóttir                  | Jeanine Cicognini                      | Cai Jiani                       |
| Herrendoppel | Mads Pieler Kolding Peter Mørk       | Andi Hartono Sartono Ekopranoto        | Jakub Bitman Zvonimir Đurkinjak |
| Herrendoppel | Mads Pieler Kolding Peter Mørk       | Andi Hartono Sartono Ekopranoto        | Miha Horvat Iztok Utroša        |
| Damendoppel  | Line Damkjær Kruse Camilla Soerensen | Sophia Hansson Emilie Lennartsson      | Maya Dobreva Atanaska Spasova   |
| Damendoppel  | Line Damkjær Kruse Camilla Soerensen | Sophia Hansson Emilie Lennartsson      | Matea Čiča Staša Poznanović     |
| Mixed        | Zhang Yi Cai Jiani                   | Mads Pieler Kolding Line Damkjær Kruse | Tim Foo Anastasia Kudinova      |
| Mixed        | Zhang Yi Cai Jiani                   | Mads Pieler Kolding Line Damkjær Kruse | Peter Mørk Mia Nielsen          |

## Finalergebnisse
| Disziplin    | Sieger                              | Finalist                               | Ergebnis    |
| ------------ | ----------------------------------- | -------------------------------------- | ----------- |
| Herreneinzel | Jan Ø. Jørgensen                    | Ville Lång                             | 21:6 21:5   |
| Dameneinzel  | Ragna Ingólfsdóttir                 | Jeanine Cicognini                      | 21:13 21:18 |
| Herrendoppel | Mads Pieler Kolding Peter Mørk      | Andi Hartono Sartono Ekopranoto        | 21:15 21:15 |
| Damendoppel  | Line Damkjær Kruse Camilla Sørensen | Sophia Hansson Emelie Lennartsson      | 21:11 21:15 |
| Mixed        | Zhang Yi Cai Jiani                  | Mads Pieler Kolding Line Damkjær Kruse | 21:15 21:17 |